# غاري بوتون
غاري بوتون (بالإنجليزية: Gary Boughton)‏ هو لاعب كرة قدم أمريكي في مركز الوسط، ولد في 16 نوفمبر 1988 في بوفالو في الولايات المتحدة. لعب مع F.C. New York ‏.